# Convocazioni al campionato europeo dei piccoli stati femminile di pallavolo 2013
Elenco delle giocatrici convocate per il campionato europeo dei piccoli stati 2013.

## Cipro
| N° | Nome                  | Ruolo | Data di nascita  | Squadra          |
| -- | --------------------- | ----- | ---------------- | ---------------- |
| -  | Emmanouil Roumeliotis | All   | 16 aprile 1968   | -                |
| 2  | Sofia Manitarou       | C     | 3 maggio 1987    | Apollōn Limassol |
| 4  | Erika Zembyla         | C     | 14 novembre 1996 | Anorthōsīs       |
| 8  | Katerina Zakchaiou    | C     | 26 luglio 1998   | Apollōn Limassol |
| 9  | Antrea Charalambous   | S     | 14 febbraio 1987 | AEK Larnaca      |
| 10 | Eleana Petrou         | S     | 13 febbraio 1995 | Pafiakos         |
| 11 | Elena Mosfilioti      | L     | 11 febbraio 1991 | AEK Larnaca      |
| 12 | Antonia Theoti        | S     | 12 febbraio 1996 | Pafiakos         |
| 13 | Antri Iordanou        | C     | 23 febbraio 1988 | AEL Limassol     |
| 14 | Ioanna Leonidou       | P     | 20 ottobre 1995  | Apollōn Limassol |
| 16 | Antrea Kontou         | S     | 25 ottobre 1995  | -                |
| 17 | Nikolina Spyrou       | P     | 6 dicembre 1997  | -                |
| 18 | Irina Koudouna        | S     | 9 gennaio 1983   | AEL Limassol     |

## Lussemburgo
| N° | Nome              | Ruolo | Data di nascita   | Squadra    |
| -- | ----------------- | ----- | ----------------- | ---------- |
| -  | Detlev Schönberg  | All   | -                 | -          |
| 1  | Jil Bosquee       | S     | 28 febbraio 1987  | -          |
| 2  | Leah Dickhoff     | S     | 17 aprile 1996    | Strassen   |
| 3  | Betty Hoffmann    | S/O   | 11 gennaio 1986   | RSR Walfer |
| 4  | Fabienne Welsch   | S     | 21 settembre 1993 | RSR Walfer |
| 5  | Isabelle Frisch   | S/O   | 16 settembre 1987 | Mamer      |
| 7  | Annalena Mach     | S     | 1º giugno 1995    | Mamer      |
| 8  | Anne Schoetter    | C     | 14 maggio 1995    | -          |
| 9  | Lena Braas        | C     | 19 aprile 1996    | RSR Walfer |
| 10 | Corinne Steinbach | C     | 20 maggio 1986    | Mamer      |
| 11 | Martine Emeringer | P     | 9 gennaio 1981    | Mamer      |
| 12 | Kim Godart        | L     | 15 ottobre 1993   | Steinfort  |
| 13 | Deborah Feller    | P     | 22 gennaio 1996   | Mamer      |

## Malta
| N° | Nome             | Ruolo | Data di nascita   | Squadra |
| -- | ---------------- | ----- | ----------------- | ------- |
| -  | Tibor Strajanek  | All   | 20 novembre 1963  | -       |
| 1  | Delicia Farrugia | L     | 8 giugno 1982     | -       |
| 2  | Amanda Agius     | S/O   | 2 maggio 1988     | -       |
| 3  | Thais Gatt       | C     | 18 ottobre 1983   | -       |
| 4  | Gertrude Zarb    | S     | 21 agosto 1985    | -       |
| 5  | Maria Demicoli   | S     | 4 maggio 1986     | -       |
| 6  | Lindsey Cordina  | L     | 26 settembre 1985 | -       |
| 7  | Daniela Bonnici  | C     | 17 marzo 1984     | -       |
| 8  | Sara El Gasi     | P     | 21 febbraio 1984  | -       |
| 9  | Alison Borg      | S     | 19 febbraio 1980  | -       |
| 10 | Isabel Cutajar   | C     | 23 dicembre 1987  | -       |
| 12 | Analisse Cassar  | S/O   | 26 maggio 1985    | -       |
| 14 | Maria Costa      | P     | 18 luglio 1990    | -       |

## San Marino
| N° | Nome                    | Ruolo | Data di nascita  | Squadra       |
| -- | ----------------------- | ----- | ---------------- | ------------- |
| -  | Luigi Morolli           | All   | -                | -             |
| 1  | Maristella Giuliani     | L     | 1º marzo 1995    | -             |
| 2  | Samanta Giardi          | S     | 9 gennaio 1977   | Stella Rimini |
| 3  | Veronica Barducci       | S     | 14 luglio 1983   | Beach & Park  |
| 4  | Cristina Baciocchi      | S     | 4 agosto 1987    | Stella Rimini |
| 5  | Elisa Ridolfi           | S     | 5 marzo 1996     | -             |
| 6  | Sarah Grace Glancy      | C     | 20 aprile 1991   | Beach & Park  |
| 7  | Elisa Parenti           | S/O   | 12 aprile 1979   | Club Cesena   |
| 8  | Agnese Conti            | P     | 12 maggio 1996   | Beach & Park  |
| 9  | Chiara Parenti          | S     | 19 dicembre 1991 | Beach & Park  |
| 12 | Valeria Benvenuti       | P     | 15 ottobre 1998  | -             |
| 14 | Maria Camilla Montironi | P     | 17 marzo 1989    | Rimini        |
| 15 | Anita Magalotti         | S     | 1º febbraio 1996 | Beach & Park  |

## Scozia
| N° | Nome                | Ruolo | Data di nascita   | Squadra              |
| -- | ------------------- | ----- | ----------------- | -------------------- |
| -  | Craig Faill         | All   | 26 gennaio 1957   | -                    |
| 1  | Linsey Bunten       | S/O   | 25 gennaio 1982   | -                    |
| 2  | Laura McReady       | L     | 6 novembre 1987   | -                    |
| 3  | Joanne Morgan       | P     | 7 dicembre 1983   | Engelholms           |
| 4  | Kay Wheatley        | C     | 18 marzo 1993     | -                    |
| 5  | Alexandra Dickenson | S     | 5 settembre 1995  | -                    |
| 6  | Jennifer Thom       | S     | 6 ottobre 1983    | Edimburgo Volleyball |
| 7  | Lynne Beattie       | S     | 23 dicembre 1985  | Franches-Montagnes   |
| 8  | Anneka Hastings     | S     | 25 settembre 1985 | -                    |
| 9  | Catherine Smy       | C     | 7 aprile 1987     | -                    |
| 10 | Caitlin McEwan      | S     | 21 giugno 1992    | -                    |
| 11 | Naomi Symonds       | C     | 24 aprile 1995    | -                    |
| 12 | Elaine Krawczyk     | P     | 10 ottobre 1983   | -                    |